# Palmer, Illinois
Palmer är en ort i Christian County i delstaten Illinois, USA.